# Vega de Gordón
Vega de Gordón es un pueblo español perteneciente al municipio de La Pola de Gordón, en la provincia de León y la comarca de la Montaña Central, en la Comunidad Autónoma de Castilla y León. 
Está situado sobre el río Bernesga
Los terrenos de Vega de Gordón limitan con los de Rodiezmo de la Tercia, Ventosilla de la Tercia y Villasimpliz al norte, La Vid de Gordón y Ciñera al noreste, Santa Lucía de Gordón al este, Llombera al sureste, Huergas de Gordón al sur, La Pola de Gordón y Beberino al suroeste, Cabornera al oeste y Folledo y Buiza al noroeste.
Perteneció al antiguo Concejo de Gordón.

## Monunmentos
- Restos del Poblado “Canto de San Juan”: Incluyen los restos arqueológicos de una iglesia, casas, y una necrópolis medieval. Este sitio proporciona una ventana al pasado de la región y su desarrollo a lo largo de los siglos.

- Ermita de San Juan Degollado: Aunque fue destruida por un incendio en el siglo XX, esta ermita era un importante centro religioso y social, conocido por albergar la cofradía local y ser el sitio de una romería anual.

- Iglesia Parroquial de Nuestra Señora de la Vega: Este edificio del siglo XVII, construido con piedra caliza y mampuesto, se destaca por su nave única dividida en tres tramos y una espadaña de tres cuerpos. Es un ejemplo significativo de la arquitectura religiosa de la época.

- Puentes Históricos: Los puentes de “Las Baleas” y el que conduce a Faya, aunque actualmente en ruinas, son importantes testimonios del desarrollo histórico del transporte y la comunicación en la región.[2]